# 3947 Swedenborg
3947 Swedenborg (1983 XD) là một tiểu hành tinh vành đai chính được phát hiện ngày 1 tháng 12 năm 1983 bởi E. Bowell ở Flagstaff (AM).